# Meteorologiåret 1883

## Händelser

### Augusti
- 21 augusti – En tornado slår till mot Rochester i Minnesota, USA och dödar 31 personer och skadar 1 000 [1].

### September
- 8 september – Lätt frost rapporteras i Saint Paul i Minnesota, USA [2].

### Okänt datum
- I Norge börjar man mäta nederbörden på Østlandet [3].

## Födda
- 19 december – Ferdinand Lindholm, svensk meteorolog.

## Avlidna
- 26 april – John Delaney, irlandsfödd kanadensisk meteorolog.